# Gusto
Der Begriff Gusto ist entlehnt aus dem Italienischen (lateinisch gustare),  wo es die Bedeutung von ‚Geschmack, schmecken‘ hat, im wörtlichen wie im übertragenen Sinne, auch im Sinne von ‚gefallen‘, so im Spanischen «Me gusta» (deutsch: „es gefällt mir“) und italienisch al gusto ‚nach Belieben‘, im Menü küchensprachlich, wie allgemein (vergleiche lateinisch ad libitum ‚nach Verlangen‘, quodlibet ‚wie es gefällt‘). Entsprechend steht französisch goûter.
Der Begriff ist fachsprachlich, man verwendet Gustatorische Wahrnehmung für den/die Geschmackssinn[e] im allgemeinbiologischen Sinne, und Degustation heißt ‚Verkosten‘, speziell bei Wein.
In Deutschland wird Gusto heute vorwiegend nur noch im übertragenen Sinne mit der Bedeutung ‚Vorliebe‘ oder ‚Neigung‘ verwendet.
In Österreich und Altbayern ist Gusto dagegen explizit ein Synonym für Appetit, im Allgemeinen („Mir ist der Gusto vergangen“), aber auch auf spezielle einzelne Geschmäcker: „Auf Fisch hab ich heute keinen Gusto“, „Ich hab Gusto auf etwas Salziges“. Es gibt die Redewendung „auf den Gusto kommen“ für ‚auf den Geschmack kommen‘ im direkten wie im übertragenen Sinne. Ein „Gustostückerl“ entspricht dem Schmankerl, also einem Leckerbissen in wörtlicher oder übertragener Bedeutung – im Unterschied zum Schmankerl als Speise bezeichnet Gustostückerl auch speziell ‚das Beste vom Stück‘, so gilt der Lungenbraten und besonders der Tafelspitz als das Gustostückerl vom Rind, oder die „Bäckchen“ (der Kiemenmuskel) als das Gustostück von der Forelle, und man diskutiert gern darüber, ob Bruststück, Haxerl (Keule) oder Flügerl das Gustostück vom Henderl sei. In Anlehnung an diese Bedeutung gibt es auch eine österreichische Kochzeitschrift und einen deutschen Gourmet-Führer namens Gusto.

Die Österreicher kennen auch das Wort gustiös als Synonym für ‚appetitlich‘ oder ‚lecker‘ sowie im übertragenen Sinne für ‚angenehm‘ oder ‚reizvoll‘, und die Negation ungustiös für ‚unappetitlich, grauslich, ekelerregend‘. Gustieren heißt ‚Gefallen an etwas finden‘, aber auch ‚Probieren, wie es am besten passt‘ („herumgustieren“), während das französisch entlehnte, nur mehr gehoben bis affektiert übliche goutieren speziell übertragen im moralischen Sinne ‚gefallen‘ meint: „Das goutiert mir aber gar nicht“ ‚das kann ich nicht gutheißen‘.
Siehe auch: